# Teatro Manzanillo
El Teatro Manzanillo es un teatro neoclásico en la ciudad de Manzanillo, Cuba e inaugurado el 14 de septiembre de 1856 con la comedia en cuatro actos El arte de hacer fortuna, del dramaturgo español Tomás Rodríguez Díaz y Rubí. Carlos Manuel de Céspedes, considerado el Padre de la Patria, se desempeñó en esta ocasión como director de escena y representó el personaje de Facundo Torrentes.
Fue la Sociedad Filarmónica de Manzanillo la encargada de erigir el coliseo a través de acciones. El 16 de noviembre de 2002, después de treinta años de inactividad y una reparación capital, esta joya de la arquitectura y la cultura manzanillera fue reabierta nuevamente al público. 

Otros teatros importantes de la época son el Teatro Villanueva en La Habana (1847), el Teatro Reyna en Santiago de Cuba y el Teatro Tomás Terry en Cienfuegos (1860). 

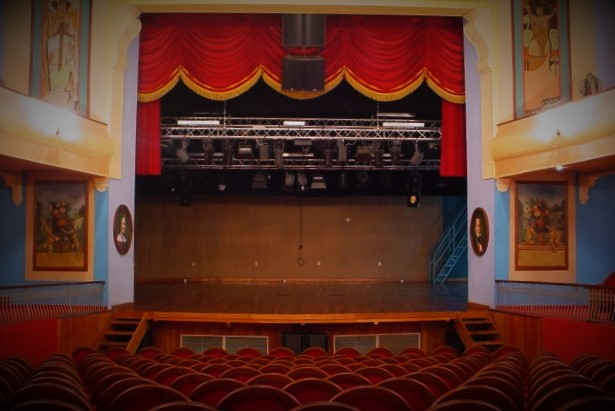
Interior del teatro y escenario principal decorado.